# Jean Glaudé
Jean Glaudé ist ein US-amerikanischer Schauspieler. Laut eigenen Angaben wirkte er in über 50 Film-, Fernseh-, Industrie-, Werbe-, Musikvideo- und Theaterproduktionen mit.

## Leben
Glaudé diente im United States Marine Corps und hatte einen Einsatz im Vietnam. Nach seiner ehrenvollen Entlassung kehrte er in das zivile Leben als Musiker zurück und lebte in der Bucht von Nordkalifornien. Nach einer Zeit entschied er, dass es Zeit für eine Veränderung ist und wechselte in die Schauspielerei. Sein Schauspieldebüt auf der Bühne gab er 1974 in dem Bühnenstück Wait Until Dark im Actors Repertory Theatre in San José. Im selben Jahr drehte Jean Glaudé auch seinen ersten Fernsehwerbespot. Zu den Höhepunkten seiner Theaterarbeit im Laufe der Jahre benennt er die Rolle des Theo in Lonne Elder III's Stück Ceremonies In Dark Old Men, Teddy in Mark Medoffs Stück When You Comin' Back, Paul Carrington in Jeff Stetsons Stück To Find A Man, Samuel Hollis Sr. in Gerry Dalys Stück Scotch and Milk und der Herzog von Venedig in Shakespeares Othello.
1967 wirkte er das erste Mal in einer Fernsehproduktion mit. Er übernahm eine Episodenrolle in General Hospital, in den nächsten Jahren folgten weitere, verschiedene Rollen in der Serie. Sein Filmdebüt gab er 1976 in Nebenrollen in den Spielfilmen Carrie – Des Satans jüngste Tochter und Der Unerbittliche. 1982 spielte Glaudé die Hauptrolle des Larry Pearson in Das Söldnerkommando. Seine schauspielerischen Leistungen wurden dabei unterschiedlich beurteilt. So schrieb Badmovies, dass er eher durch seine Erscheinung und seiner Performance in Actionszenen punktet, wohingegen Actionfreunde resümierte, dass er sich achtbar im Vergleich mit den weiteren Darstellern aus der Affäre zieht.
Während seiner über 40-jährigen Tätigkeit als Schauspieler hat er in Projekten mit Filmgrößen wie Clint Eastwood, Cameron Mitchell oder Russell Johnson zusammengearbeitet. Im Jahr 2019 trat er in einer Episode der Fernsehserie SEAL Team in Erscheinung.

## Filmografie
- 1967: General Hospital (Fernsehserie, Episode 1x1000)
- 1976: Carrie – Des Satans jüngste Tochter (Carrie)
- 1976: Der Unerbittliche (The Enforcer)
- 1982: Das Söldnerkommando (Kill Squad)
- 1987: Hard Copy (Fernsehserie, Episode 1x05)
- 1987: P.I. Private Investigations
- 1994: General Hospital (Fernsehserie, 2 Episoden)
- 2006: It's Good to Be Mixed (Kurzfilm)
- 2011: Special Agent Oso: Three Healthy Steps (Fernsehserie)
- 2011: Audrey and Dre (Fernsehserie)
- 2012: Front Seat Chronicles (Fernsehserie, Episode 2x03)
- 2013: General Hospital (Fernsehserie, Episode 1x12949)
- 2014: Side Trak
- 2016: Canfield Drive (Kurzfilm)
- 2017: Grey = Wisdom: Really?? (Fernsehserie)
- 2017: Baker's Man
- 2019: SEAL Team (Fernsehserie, Episode 2x19)
- 2020: Sausage Film (Kurzfilm)
- 2021: Der Therapeut von nebenan (The Shrink Next Door, Fernsehserie, Episode 1x01)